# Нађа Команечи
Нађа Елена Команечи (рум. Nadia Elena Comăneci (Онешти, 12. новембар 1961) је бивша румунска гимнастичарка, која је за вежбу на двовисинском разбоју на Олимпијским играма 1976. у Монтреалу прва у историји гимнастике добила највишу могућу оцену – 10.
Команечи је једна од најпознатијих гимнастичарки на свету и заслужна је за популаризацију спорта широм света. Године 2000, Лауреусова светска спортска академија прогласила ју је једним од атлета 20. века. Она живи је у Сједињеним Државама од 1989. године, где је пребегла пре револуције у Румуније. Касније је сарађивала са и удала се за америчког гимнастичара Барта Конера који је исто тако освајач златних олимпијских медаља, и који је основао приватну гимнастичку школу. Године 2012, она је постала натурализовани држављанин Сједињених Држава и има двојно држављанство.

## Биографија

### Име
Нађа Команечи је рођена у Румунији у градићу Онешти 12. новембра 1961. године као ћерка Георгија и Стефаније-Александрине. Име је добила по главној глумици у једном руском филму који је њена мајка гледала док је била трудна. Нађа има и млађег брата који се зове Адријан.

### Почетак спортске каријере
Команечи је почела да тренира гимнастику у шестој години, код Беле Кароља, у гимнастичкој школи која је била у непосредној близини куће у којој је становала. Са девет година почела је да се такмичи а са десет је већ наступала на међународним такмичењима.
Први већи међународни успех остварила је на Европском првенству, када је победила у вишебоју и у свим појединачним дисциплинама, осим у партеру где је била друга. Те 1975. године је већ била проглашена гимнастичарком године. Титулу европске првакиње освојила је још два пута, 1977. и 1979, чиме је поставила рекорд.

### Олимпијски успеси
У својој четрнаестој години Команечијева је постала звезда Олимпијских игара у Монтреалу 1976. Вежба на двовисинском разбоју прва је у историји Олимпијских игара оцењена највишом оценом - 10. На тим је Играма освојила укупно 5 медаља, од тога злато у вишебоју, двовисинском разбоју и греди, сребро у екипном такмичењу те бронзу у вежби у партеру. Тиме је постала једна од најмлађих освајачица олимпијског злата у историји.
На Играма у Москви 1980. поновно је бриљирала, освојивши злато на греди и у партеру (у партеру је поделила прво место с Нели Ким), те још два сребра: у екипном конкуренцији и у вишебоју.

### Године после такмичења
Године 1981, за време егзибиционе турнеје по САД Нађин тренер Бела је са супругом пребегао и тражио азил. По повратку у Румунију Команечи је стављена под присмотру тадашњег Чаушескуовог режима због бојазни да би и она могла пребећи. Забрањена су јој путовања ван земље, па се посветила тренирању румунских гимнастичарки.
Нађа никад није хтела да потврди приче о тортурама које је трпела. Ипак је и сама побегла 1989. и данас живи у Америци. До тада ју је малтретирао и сексуално злостављао Чаушескуов син Нику.

## Нови живот у Америци
У новембру 1989. године, неколико недеља пре револуције у Румунији, Команечијева је побегла из Румуније. Добила је дозволу за боравак у Америци. Премда ју је у САД очекивао њен тренер Бела Карољ, она му се није јављала. У заточеништву ју је држао човек који јој је омогућио бег из Румуније, узевши јој слободу за 5.000 долара. Константин Панаит, који јој је омогућио бег, брзо је схватио да би у Америци могао да заради на румунској гимнастичарки, па је почео да наплаћује њене интервјуе и гостовања у телевизијским емисијама. Претпоставља се да је тако зарадио 200.000 долара, али Нађа од тога није добила ништа. Нађа Команечи се уз помоћ једног пријатеља, годину дана касније, ослободила Пенаута и настанила у Монтреалу.
Бавила се промотивним активностима, рекламирала гимнастичке справе и тренинге и радила као фото-модел. Верила се 1994. године са америчким гимнастичким шампионом Бартом Конером, ког је први пут упознала још 1976. године. Свадба је била заказана за 26. април 1996. године у манастиру Кашин близу Букурешта. Пожелела је да јој венчани кум буде тадашњи председник Румуније Јон Илијеску. Политичар је био опрезан и рекао је да је Нађина жеља леп гест и према земљи и њеним родитељима, а да због свог званичног положаја није могао да преузме „кумовски статус“ али је био домаћин тог догађаја. На ту „свадбу века“ позвани су били Роберт де Ниро, Арнолд Шварценегер, Џими Конорс, Јон Циријак, Илие Настасе и Хилари Клинтон. Нађин супруг је због жеље супруге прешао у православље.
Нађа је добила америчко држављанство. Данас често путује и пропагира спорт и гимнастику у различитим деловима света. И даље је активна у разним спортским сферама. Са супругом је отворила приватну гимнастичку школу у Норману. Заједно се такмиче у ревијама и зарађени новац дају у добротворне сврхе.

## Почасти и награде
- 1975. и 1976.: Награда Јунајтед Преса за међународног спортисту године[8]
- 1976: Херој социјалистичког рада[9]
- 1976: Асошиејтед прес спортиста године[10]
- 1976: ББЦ-јева спортска личност године у иностранству[11]
- 1983: Олимпијски ред[12]
- 1990: Међународна женска спортска кућа славних[13]
- 1993: Међународна гимнастичка кућа славних[14]
- 1998: Марка Лејенда[15]
- 1998: Награда Фло Хајман[16]
- 2004: Олимпијски ред[17]
- 2016: Велики имигрантски добитник: Карнеги корпорација Њујорка[18]
- 2021: Орден звезде Румуније, велики официр[19]

## Занимљивости
- Током Игара у Монтреалу коришћен је семафор који уопште није могао да прикаже десетку. Када је Нађа добила 10,0 та оцена је на семафору била приказана као 1.0. Публика је негодовала, а млада четрнаестогодишњакиња је била збуњена, јер је у том тренутку помислила да је добила оцену 1, а не 10 и била је разочарана. Због ње је у Монтреалу било теже доћи до улазница за гимнастику него за кошаркашке утакмице.
- У њену част је један елемент на двовисинском разбоју добио њено име, Команечи. Тај елеменат је и данас резервисан само за врхунске гимнастичарке, због тежине извођења.